# Hüti
Hüti − wieś w Estonii, w prowincji Hiuma, w gminie Kõrgessaare.
W 2012 roku nikt nie zamieszkiwał wsi; w październiku 2010 i w grudniu 2009 – 1 osoba.